# 栄町 (郡山市)
栄町（さかえまち）は、福島県郡山市に所在する町丁である。郵便番号は963-8872。

## 地理
郡山市役所本庁所管地域である市街中心部に属する。北で堤下町、東で本町、南で図景、南西角で山根町、西で愛宕町とそれぞれ隣接する。JR郡山駅西口市街地南部にあり、住居表示が実施されている。旧国道4号（現福島県道17号郡山停車場線）以西、静御前通り以北を範囲とする。北東側に大規模な工場が立地するほかは住宅地が広がる。堤下町に所在する郡山警察署古舘交番、および堂前町に所在する郡山消防署本署がそれぞれ管轄にあたる。

## 世帯数と人口
2024年1月1日現在の世帯数と人口は以下の通りである。
| 町丁 | 世帯数  | 人口  |
| ---- | ------- | ----- |
| 栄町 | 316世帯 | 643人 |

## 小・中学校の学区
市立小・中学校に通う場合、学区は以下の通りとなる。
| 番地 | 小学校           | 中学校                 |
| ---- | ---------------- | ---------------------- |
| 全域 | 郡山市立橘小学校 | 郡山市立郡山第三中学校 |

## 交通

### 道路
- 福島県道17号郡山停車場線（旧国道4号昭和通り 地区東端）
- 一級市道31号大町大槻線（静御前通り 地区南端）
- 一般市道山根町栄町線（地区西端）
- 一般市道芳賀三丁目堤下町線（地区北端）

## 施設等
- 三菱電機 コミュニケーション・ネットワーク製作所
- 東邦銀行 郡山南支店
- 幸楽苑 栄町店
- 焼肉ライク 郡山栄町店